# Cambra dels Comuns del Canadà
La Cambra dels Comuns del Canadà (en francès: Chambre des communes du Canada i en anglès House of Commons of Canada) és, conjuntament amb el Senat i el rei del Canadà (representat pel governador general), el representant del poble canadenc.
La Cambra dels comuns és elegida democràticament, i està composta per 308 diputats. Els diputats són elegits per un mandat limitat, conservant el seu escó fins a la dissolució de la legislatura (després d'un màxim de 5 anys). Cada diputat representa una de les circumscripcions electorals del país.
La Cambra dels comuns es va crear l'any 1867, quan en l'Acte de l'Amèrica del Nord britànic de 1867 va crear el nom del Canadà, tenint com a model la Cambra dels comuns britànic. Encara que aquest sigui tècnicament la cambra baixa del parlament, la Cambra dels Comuns del Canadà té molt més de poder que la cambra alta, el Senat. Un projecte de llei ha d'estar aprovat per les dues cambres abans d'esdevenir una llei; tanmateix, és molt poc comú que el Senat rebutgi una llei votada per la Cambra dels Comuns del Canadà. El primer ministre roman en el càrrec només mentre ell o ella conserva el suport de la Cambra de Diputats.
La paraula "cambra" prové de les comunes anglonormandes, que significa "localitats". Canadà és l'únic país que té dret, a part del Regne Unit a utilitzar el terme "Cambra dels comuns" de la cambra baixa del parlament.
La cambra està ubicada a Ottawa, Ontario.